# Scorodocarpus borneensis
Scorodocarpus borneensis är en tvåhjärtbladig växtart som beskrevs av Odoardo Beccari. Scorodocarpus borneensis ingår i släktet Scorodocarpus och familjen Strombosiaceae. Inga underarter finns listade i Catalogue of Life.